# Ябаолу

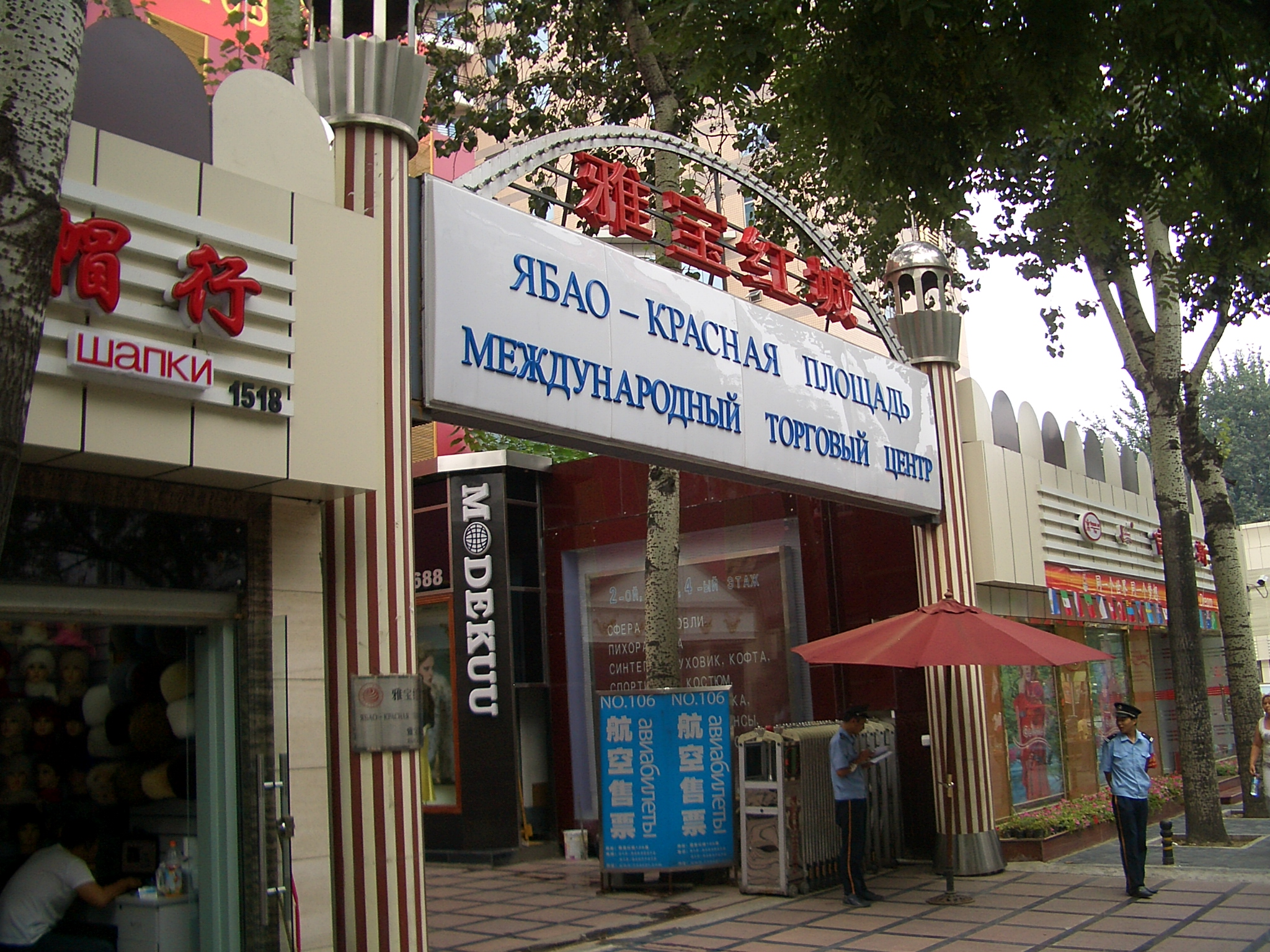
Предприятия торговли на ул. Ябао

Ябаолу (кит. упр. 雅宝路, пиньинь Yǎbǎo Lù, палл. Ябао Лу; буквально, «улица элегантных сокровищ»; иногда встречается также нестандартная транскрипция Яболу) — небольшая улица в Чаоянском районе Пекина. Длиной в несколько кварталов, улица Ябао идет на восток от Цзяньгомэнь Бэй Дацзе (Jianguomen Bei Dajie, Северного проспекта Цзяньгомэнь — восточного звена Второй кольцевой дороги, окружающей центр Пекина) к Парку Храма Солнца. Главный пекинский посольский квартал (в районе Саньлитунь) находится в нескольких километрах к северу отсюда, но несколько иностранных посольств расположены в непосредственной близости от улицы Ябао и Парка Храма Солнца.
В квартале сосредоточена русскоязычная диаспора Пекина. По отношению к этому району в некоторых англоязычных публикациях употребляется название Russiatown.

## История
Подъем рынка Ябаолу пришелся на конец 1980-х, каждый год сюда приезжали десятки тысяч покупателей, товары увозили в 30 с лишним стран мира. Улица и прилегающие кварталы — торговый район, начал специализироваться на оптовой торговле с Россией и странами СНГ, хотя также имелись и покупатели из других стран. Многие торговые точки оформлялись надписями на русском языке. В 1990-е годы значительная часть товара, заполонившего «толкучки» в постсоветских странах, отгружалась с Ябаолу. 
В 2002 году журналист Thingsasian так описывал атмосферу:
Женщины в чадрах перебирали кружевные скатерти в нескольких киосках от европейских туристов, ищущих замену шипам для палаток. Нубийские принцессы с закрученными в кукурузные кудри волосами воротили носы от неидеальных стеганых покрывал, пока русский торговец кожей торговался за оптовую скидку на пальто со своим китайским коллегой всего в паре проходов от них.Joshua Samuel Brown
В 2002 году в окрестностях Ябаолу начались сносы рынков, тем самым завершая уникальную и хаотичную атмосферу района. Ябаолу сильно менялся, были возведены новые здания и торговые центры, среди которых Международный торговый центр «Житань», «Тянья Плаза» и «Ябао Плаза». Новые торговые центры также сотрудничали с русскоязычными клиентами. Однако мировой финансовый кризис 2008 года, а также укрупнение бизнеса заметно сократили некогда бурную торговлю. Началась тенденция переноса торговли в онлайн, через такие глобальные маркетплейсы как AliExpress, которые стали напрямую продавать продукцию потребителям, тем самым исключив необходимость посредников. Обесценивание рубля, запрет в России «серого импорта» и развитие приграничных торговых зон также сильно ослабило позиции Ябаолу. В итоге торговые центры и отели опустели, а владельцы начали переделывать их в офисы. В 2017 году, в рамках программы освобождения Пекина от нестоличных функций, рынки были перенесены далеко за пределы города (на границу Китая), тем самым окончив историю торговли на Ябаолу.